# Grand Prix Criquielion 2025
La 30e édition de Grand Prix Criquielion a lieu le samedi 8 mars 2025 entre Ath et Lessines dans la province de Hainaut (Belgique). Elle fait partie du calendrier UCI Europe Tour 2025 en catégorie 1.1.

## Parcours
Comme l'année précédente, cette course cycliste se déroule entre Ath et Lessines en Belgique sur une distance de 200 kilomètres. Elle se compose d'un premier tronçon suivi par cinq tours de 23,4 Km puis deux derniers tours de 31,8 Km. Le départ a lieu sur la Grand-Place d'Ath et la ligne d'arrivée est tracée sur la chaussée de Renaix à Lessines.

## Équipes
25 équipes participent au Grand Prix Criquielion 2025 : 7 UCI WorldTeams, 14 UCI ProTeams et 4 équipes continentales.
| WorldTeams (7)- Alpecin-Deceuninck - Intermarché-Wanty - Bahrain-Victorious - Team Picnic-PostNL - XDS Astana Team - Arkéa-B&B Hotels - Cofidis ProTeams (14)- Lotto - Team Flanders-Baloise - Wagner Bazin WB - Uno-X Mobility - Tudor Pro Cycling Team - Team TotalEnergies - Euskaltel-Euskadi - Israel-Premier Tech - Q36.5 Pro Cycling Team - Equipo Kern Pharma - Unibet Tietema Rockets - Caja Rural-Seguros RGA - VF Group-Bardiani CSF-Faizanè - Burgos-Burpellet-BH Équipes continentales (3)- Tarteletto-Isorex - Myvelo Pro Cycling Team - VC Villefranche Beaujolais |
| |

## Favoris
Parmi les favoris, on pointe notamment Milan Fretin (Cofidis), Lukas Kubis (Unibet Tietema Rockets), Lars Boven (Alpecin-Deceuninck) ou encore Arne Marit (Intermarché-Wanty).

## Déroulement de la course
La victoire se joue au sprint pour une cinquantaine de coureurs. Alors que Giacomo Nizzolo puis Hugo Hofstetter semblent vouloir l'emporter, c'est finalement Matteo Moschetti, coéquipier de Nizzolo, qui les remonte et s'impose de justesse.

## Classement final
|    | Coureur                  | Équipe                 | Temps    |
| -- | ------------------------ | ---------------------- | -------- |
| 1  | Matteo Moschetti         | Q36.5                  | 4h39'29" |
| 2  | Hugo Hofstetter          | Israel-Premier Tech    | m.t.     |
| 3  | Giacomo Nizzolo          | Q36.5                  | m.t.     |
| 4  | Milan Fretin             | Cofidis                | m.t.     |
| 5  | Sandy Dujardin           | TotalEnergies          | m.t.     |
| 6  | Aaron Gate               | XDS Astana             | m.t.     |
| 7  | Tom Van Asbroeck         | Israel-Premier Tech    | m.t.     |
| 8  | Jenthe Biermans          | Arkéa B&B Hotels       | m.t.     |
| 9  | Axel Huens               | Unibet Tietema Rockets | m.t.     |
| 10 | Sebastian Kolze Changizi | Tudor Pro Cycling      | m.t.     |